# آرامگاه آقا سید محمد
بقعه آقا سید محمد، مربوط به دوره قاجار است و در شهرستان شهرکرد و شهر سورشجان واقع شده است. این اثر در تاریخ ۲۵ آبان ۱۳۸۷ با شمارهٔ ثبت ۲۳۸۲۰ به‌عنوان یکی از آثار ملی ایران به ثبت رسیده است.